# Per Nilsson (gymnast)
Per Nilsson, född 4 januari 1890 i Stockholm, död 18 juni 1964 i Stockholm, var en gymnast.
Han blev olympisk guldmedaljör 1912.